# Exportbeschränkung
Exportbeschränkung ist eine Beschränkung der Gütermenge, die in andere Staaten exportiert wird. 

## Allgemeines
Exportbeschränkung oder Exportrestriktion sind alle staatlichen Maßnahmen, welche den Export beschränken oder sogar verbieten. Dazu gehören alle Handelshemmnisse, Embargos oder Überwachungen des Exports.

## Arten
Hierbei wird unterschieden zwischen freiwilliger Exportbeschränkung, Exportrestriktion und Ausfuhrverbot.

## Freiwillige Exportbeschränkung
Die freiwillige Exportbeschränkung ist ein nichttarifäres Handelshemmnis. Hierbei beschränkt ein Staat freiwillig die Menge der in ein anderes Land exportierten Güter. Die freiwillige Exportbeschränkung ähnelt in seinen ökonomischen Effekten einer Importquote des importierenden Landes und wird auch meist auf dessen Verlangen hin initiiert. Sie hat gegenüber der Importquote jedoch politische und juristische Vorteile. Sie ist für das Importland stets kostspieliger als ein mengenäquivalenter Zoll, da die Zolleinnahmen wegfallen und stattdessen dem Exportland zugutekommen. Ein Großteil der Kosten entfällt auf derartige Einkommenstransfers, nicht auf Effizienzverluste.
Ein bekanntes Beispiel ist die Selbstverpflichtung Japans 1981, nicht mehr als 1,68 Millionen Automobile in die Vereinigten Staaten zu exportieren. Das Kontingent wurde 1984 und 1985 auf 1,85 Millionen erhöht und lief dann aus. Hintergrund waren die Umorientierung der Automobilnachfrage in den USA weg von weltweit einzigartig großen Modellen hin zu kleineren Modellen im Zuge der zweiten Ölkrise und die niedrigeren Produktionskosten der japanischen Hersteller. Starke politische Kräfte in den USA forderten den Schutz der einheimischen Industrie. Die USA wollten keinen Handelskrieg durch unilaterale Importbeschränkungen riskieren. Japan fürchtete dies jedoch, und so kam es zu der Einigung. Resultat dieser freiwilligen Exportbeschränkung waren höhere Preise der japanischen Autos in den USA und höhere Gewinne für die japanischen Firmen. Die US-Regierung schätzte die Gesamtkosten dieser Handelsbeschränkung auf 3,2 Milliarden US-Dollar.

## Exportrestriktion
Exportrestriktionen umfassen alle staatlichen Maßnahmen, die Exporte einschränken oder unterbinden. Beispiele sind Embargos und Zölle.

## Ausfuhrverbot
Durch ein Ausfuhrverbot verbietet der Staat den Export gewisser Güter in bestimmte Länder. Ausfuhrverbote bestehen häufig für Rüstungsgüter.